# Dean Gerken
Dean Jeffrey Gerken (né le 22 mai 1985 à Southend-on-Sea, dans l'Essex), est un footballeur anglais. Il joue au poste de gardien de but au Colchester United.

## Carrière
Après des débuts au club de sa ville natale, Southend United, Dean Gerken signe en 2002 pour l'autre club principal de l'Essex, Colchester United, rival de Southend, où il est élu meilleur jeune joueur de l'équipe, en 2007. Il y reste sept saisons, comptabilisant 127 matchs toutes compétitions confondues. Transféré à Bristol City durant l'été 2009, il est titulaire la première saison mais perd sa place avec l'arrivée, la saison suivante, de l'ancien gardien de la sélection anglaise, David James, dont il devient la doublure.
Le 12 juillet 2013 il rejoint Ipswich Town.
Le 13 juillet 2019, il signe un contrat avec Colchester United.